# Марія Кароліна Вольф
Марія Кароліна Вольф, при народженні Бенда (1742 — 2 серпня 1820) — німецька піаністка, співачка та композиторка.
Батько Марії Кароліни Вольф Франтішек Бенда був першим скрипалем і композитором при дворі Фрідріха II, її тітка Анна Франтішка Гатташ була камерною співачною, а її дядько Їржі Антонін Бенда був диригентом, обоє працювали при дворі герцоґа Ґоти. Вольф навчалася грати на фортепіано та співати у свого батька.

## Доросле життя
Перед призначенням при дворі Бенда дивилася за домашнім господарством, так як її мати померла у 1758 році. Не зважаючи на це, у 1761 вона вирушила у концертний тур із своїм батьком до Ґоти, Ваймару та Рудольштадту, під час якого її батько знову одружився. При Ваймарському дворі Марія Бенда зустріла гофконцертмейстера Ернста Вільгельма Вольфа, який працював при дворі герцоґині із 1768 року. Два роки потому пара одружилася.
У 1775 році Анна Амалія передала управління своєму сину Карлу Авґусту. Ернст Вільгельм Вольф залишився диригентом під його пануванням, а Марія й надалі працювала співачкою. У герцоґині з'яввилась цікавість до театру, створеного 1776 року Йоганном Вольґанґом фон Ґете. Марія працювала на виставах як актриса та співачка, а її чоловік писав для них пісні із фортепіанним акомпанементом. Вони були надруковані у журналі «Der Teutsche Merkur» як 51 пісня найкращих німецьких поетів із мелодіями та ніжна проста книга пісень.
Чоловік Марії Вольф помер у 1792 році, а вона й надалі жила у Ваймарі аж до смерті 2-го серпня 1820 року.